# Flagge Perus
Die Flagge Perus wurde offiziell am 25. Mai 1825 eingeführt.

## Aussehen und rechtliche Vorgaben

Aufbau der Flagge

Die bürgerliche Nationalflagge besteht aus den Farben Rot-Weiß-Rot in typisch republikanischer (revolutionärer) Streifenform (senkrecht) nach Vorbild der Flagge Frankreichs. Das Seitenverhältnis beträgt 2:3. Alle drei Streifen sind gleich breit.
Am Nationalfeiertag am 28. Juli müssen alle Gebäude unabhängig von Größe oder Funktion mit einer Nationalflagge geschmückt sein.

## Geschichte
Die vermutlich erste eigene peruanische Flagge wurde von General Miller in Tacna am 14. Mai 1820 gehisst. Aus zeitgenössischen Aufzeichnungen geht hervor, dass es sich um eine blaue Flagge mit einer Sonnendarstellung im Zentrum handelte. Am 21. Oktober 1820 wurde von General José de San Martín in Pisco eine Verordnung bekannt gegeben, die die erste offizielle Nationalflagge beschreibt: Als nationale Flagge soll ein ... Seiden- oder Leinentuch verwendet werden, das diagonal in vier Felder geteilt ist. ... Zwei in Rot und zwei in weiß ... Im Zentrum soll ein oval geformter Lorbeerkranz verschneite Berge über einer ruhigen See enthalten. Über den Bergen steht eine untergehende Sonne ... Der Lorbeerkranz ist grün und im unteren Teil mit einer goldfarbenen Schleife befestigt. Der Himmel ist blau, die Sonne gelb mit ihren Strahlen, die Berge sind dunkelbraun und das Meer ist blaugrün gefärbt. Eine Legende erzählt, dass San Martín an der Küste von Paracas am 8. September 1820 gelandet war. Müde von der langen Reise schlief er am Strand ein. Als er erwachte, war er geblendet von der Schönheit vorbeifliegender Flamingos. Ihre ausgebreiteten Flügel in der untergehenden Sonne waren für San Martín die Inspiration für Perus erste rot-weiße Flagge. Zeitgenössische Abbildungen des Wappens existieren nicht, so dass man bei der Rekonstruktion auf die allgemeine Beschreibung angewiesen ist.

14. Mai 1820
21. Oktober 1820 – 15. März 1822

Am 15. März 1822 ordnete der „Oberste Delegierte“, José Bernardo de Tagle Portocarrero eine Modifikation der Flagge an: Sie solle ab jetzt aus 3 waagerechten Streifen bestehen, und zwar ein weißer zwischen zwei roten. Im Zentrum solle sich eine Sonnendarstellung befinden. In der Rekonstruktion wird die Sonne in der Regel gänzlich rot oder aber golden mit einem roten Ring abgebildet. Es ist jedoch bekannt, dass in Südamerika zu diesen Zeiten die Sonne meist mit menschlichen Gesichtszügen versehen wurde. Ferner befinden sich in einem Museum in Lima, Peru, alte Originale oder Reproduktionen der Flagge, die die Sonne als goldfarben mit menschlichen Gesichtszügen zeigen. Es existieren jedoch auch ältere Abbildungen von Flaggen und Wappen, die die Sonne „einfach“ darstellen. Eine nochmalige Änderung des Flaggendesigns wurde schon im Jahr 1823 (eventuell auch schon Mitte des Jahres 1822) durchgeführt, als man die Anordnung der Streifen von einer waagerechten zu einer senkrechten Position veränderte. Dies hatte vermutlich den Grund, dass die Flagge ansonsten eine zu große Ähnlichkeit mit der Spanischen, die waagrechte rote, mit einem gelben mittleren Streifen hatte, aufwies. Die offizielle Anordnung dieser Änderung geschah jedoch erst am 25. Februar 1825 während einer konstituierenden Versammlung des Peruanischen Parlaments unter Vorsitz von Simón Bolívar. Unter den insgesamt fünf vorgelegten neuen Vorschlägen für eine Nationalflagge befand sich keine, der Bolívar zustimmte. Schließlich wurde die bisherige Flagge beibehalten, jedoch tauschte man die Sonne im Zentrum durch das Staatswappen aus.

15. März 1822 – ~1823
~1823 – 25. Februar 1825
2:3  25. Februar 1825 – etwa 1950

### Flaggen der Peruanisch-Bolivianischen Konföderation
In den Jahren 1836 bis 1839 war Peru ein Teil der Peruanisch-Bolivianischen Konföderation, die der bolivianische Diktator Andrés Santa Cruz nach einer Invasion Perus errichtete. Peru wurde dabei in zwei Staaten geteilt: Nord-Peru und Süd-Peru. Während der Staat Nord-Peru die 1825 festgelegte Nationalflagge weiter führte, wurde für Süd-Peru eine neue Flagge geschaffen. Diese wurde am 20. März 1836 durch Abgeordnete der südlichen Provinzen in Sicuani festgelegt. Sie bestand aus einem vertikalen roten Streifen am Flaggenmast sowie einem grünen über einem weißen am fliegenden Ende. Da Süd-Peru aus den vier Provinzen Arequipa, Puno, Cuzco sowie Ayacucho bestand, wurden vier goldfarbene Sterne in einem Halbkreis über einer strahlenden „Inka-Sonne“ angebracht. Diese Anordnung stellte auch das Staatswappen Süd-Perus dar. Die Flagge Süd-Perus wurde mit dem Ende der Konföderation im Jahre 1839 abgeschafft. 1838 wurde noch eine besondere Konföderationsflagge geschaffen, die aus einem roten Tuch bestand. Auf diesem befanden sich die Wappen der Mitgliedstaaten, die von einer Girlande aus Zweigen eingefasst wurden.

Süd-Peru 20. März 1836 – 1839
Konföderationsflagge 1838

1950 bestimmte General Odría die Flagge ohne Wappen zur neuen bürgerlichen Flagge und Handelsflagge.

## Fahnenhymne

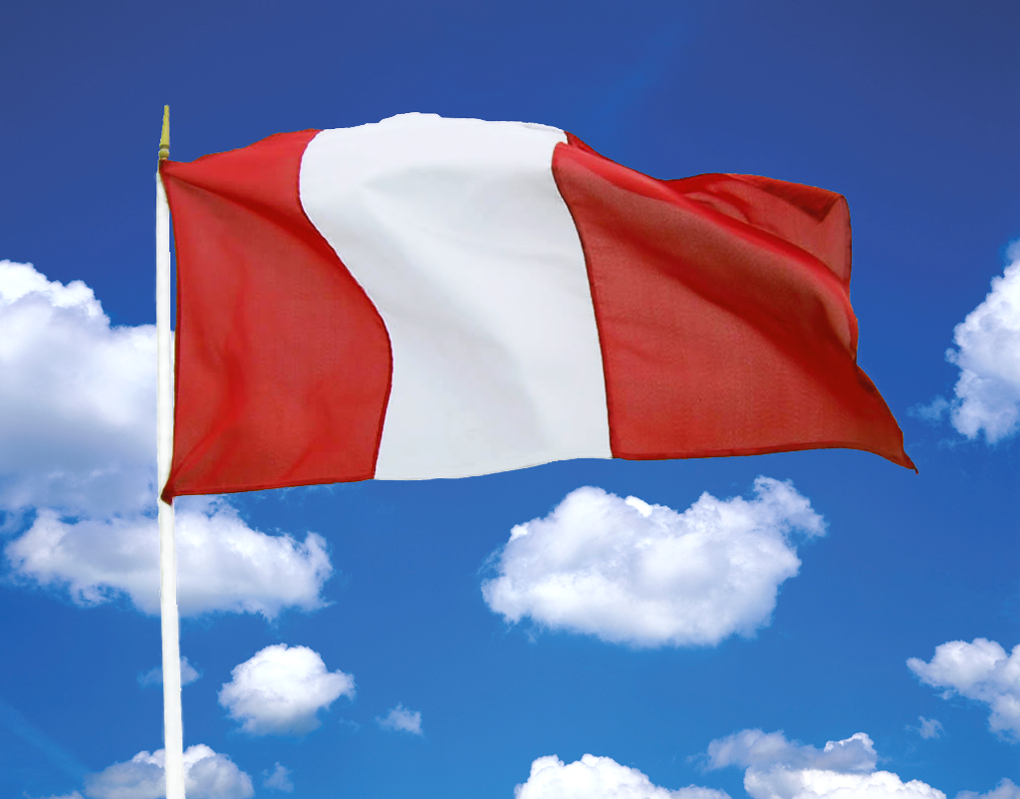
Bürgerliche Flagge Perus

Marcha de Banderas – Flaggenmarsch
Arriba, arriba, arriba el Perú y su enseña gloriosa inmortal,
llevad en alto siempre la bandera nacional.
Tal la llevaron con gloria y honor, héroes peruanos de invencible ardor.
Arriba, arriba siempre la bandera nacional.
Es la bandera del Perú,
de rojo y blanco color, cual llamarada de amor,
que en Ayacucho y en Junín
victoriosa amaneció con el sol de la Libertad
frei übersetzt:
Hoch sei Peru und seine glorreiche, unsterbliche Fahne! tragt die Nationalflagge immer hoch.
So trugen sie mit Herrlichkeit, Ehre und mit unüberwindlicher Inbrunst die Helden Perus; Hoch! immer hoch sei die Nationalflagge!
Es ist die Flagge von Peru – in roter und weißer Farbe, gleich den Fackeln der Liebe;
die bei Ayacucho und Junín (Schlachten der Unabhängigkeit) siegreich mit der Sonne der Freiheit aufging.

## Staats- und Kriegsflagge
Das Emblem der Staats- und Kriegsflagge, welches im mittleren weißen Bereich liegt, zeigt in drei Feldern die drei Reichtümer des Landes: Flora (Quina-Baum), Fauna (Vicuña) und Mineralien (Füllhorn). Das Emblem der Dienstflagge wird auf seinen beiden Seiten umrahmt mit einem Palmen- und einem Lorbeerenzweig. Über dem Wappen wird ein geschlossener Kranz abgebildet. Der Kranz findet sich auch bei der Kriegsflagge an Land. Seitlich befinden sich aber vier peruanische Flaggen. Die Seekriegsflagge entspricht der Dienstflagge. Die verschiedenen Waffengattungen der Streitkräfte Perus verfügen über eigene Flaggen.

2:3  Dienstflagge und Seekriegsflagge
2:3  Kriegsflagge an Land
1:1 Gösch der Marine Perus

## Subnationale Flaggen
Hauptartikel: Flaggen und Wappen der Departamentos Perus
Peru teilt sich in 24 Regionen (Departamentos), die wiederum in Provinzen aufgeteilt sind. Diese Verwaltungseinheiten und auch die Städte haben eigene Flaggen. (siehe auch: Verwaltungsgliederung Perus)
Von den Flaggen mit Wappen gibt es auch Versionen, welche die Wappen nicht führen. Hier einige Beispiele:

2:3 Provinz Lima
3:5 Provinz Arequipa, Region Arequipa
2:3 Provinz Ayabaca, Region Piura
2:3 Chimbote (Stadt), Region Ancash
Region Cusco
2:3 Region Huánuco
2:3 Region Puno
3:5 Region Tumbes

## Politische Flaggen
In der zweiten Hälfte des 20. Jahrhunderts kämpften zwei Guerillabewegungen gegen die Regierung in Lima. Der „Leuchtende Pfad“ (Sendero Luminoso) war eine maoistische Bewegung, deren kommunistische Überzeugung sich auch in ihrer Flagge zeigte. Die Movimiento Revolucionario Túpac Amaru zeigte auf der peruanischen Flagge den Kopf ihres Vorbildes Túpac Amaru, eines indianischen Kämpfers gegen die spanischen Kolonialherren. Dazu finden sich Maschinengewehr und ein Stern auf einer Stange, die ein V für „Victory“ (Sieg) bilden.
Die linksgerichtete Alianza Popular Revolucionaria Americana (APRA) ist Perus älteste, noch bestehende Partei. Auch sie verwendet das revolutionäre Rot in ihrer Flagge.

Leuchtender Pfad
Movimiento Revolucionario Túpac Amaru MRTA
Alianza Popular Revolucionaria Americana APRA